# Fakultät für Technologien des Kollegs Kaunas
Die Fakultät für Technologien des Kollegs Kaunas ist eine Fakultät des Kollegs Kaunas.

## Geschichte
Die Fakultät entstand aus zwei höheren Schulen (ehemalige Technika) in Kaunas.
Im August 1945 wurde das Technikum für Zellstoff-Papierindustrie errichtet. 1948 absolvierten die ersten neun Technologen und neunzehn Mechaniker ihre Ausbildung. Daraus entstand das Technikum für Holzverarbeitung zur Ausbildung der Möbelbauer. 1963 wurde es zum Technologischen Technikum Kaunas und 1967 zum Technologie-Technikum Kaunas.
Im August 1953 wurde das Technikum für Lebensmittelindustrie Kaunas errichtet. 1957 absolvierten die ersten 22 Mechaniker und 54 Technologen diese technische Schule.
1991 wurden statt der Technika zwei höhere Schulen, die Kauno aukštesnioji technologijos mokykla (KATM) und Kauno aukštesnioji maisto pramonės mokykla (KAMPM), errichtet. Sie fusionierten zur Fakultät des Kollegs Kaunas.

## Struktur
- Lehrstuhl für Computertechnologien
- Lehrstuhl für Medientechnologien
- Lehrstuhl für Industrietechnologien und Design
- Lehrstuhl für Food-Technologien
- Lehrstuhl für Catering

## Leitung
- Dekan: Vytas Baranauskas
- Prodekanin: Jūratė Lukšaitė

## Partner
Kauno technologijos universitetas, Lietuvos veterinarijos akademija, Lietuvos žemės ūkio universitetas, Klaipėdos valstybinė kolegija, Vilniaus kolegija